# Heikki Häiväoja
Heikki Aulis Häiväoja (Jämsä, 25 de mayo de 1929-Kauniainen, 15 de septiembre de 2019) fue un escultor finés, diseñador de las monedas de euro de Finlandia de céntimos y de 1 euro.

## Datos biográficos

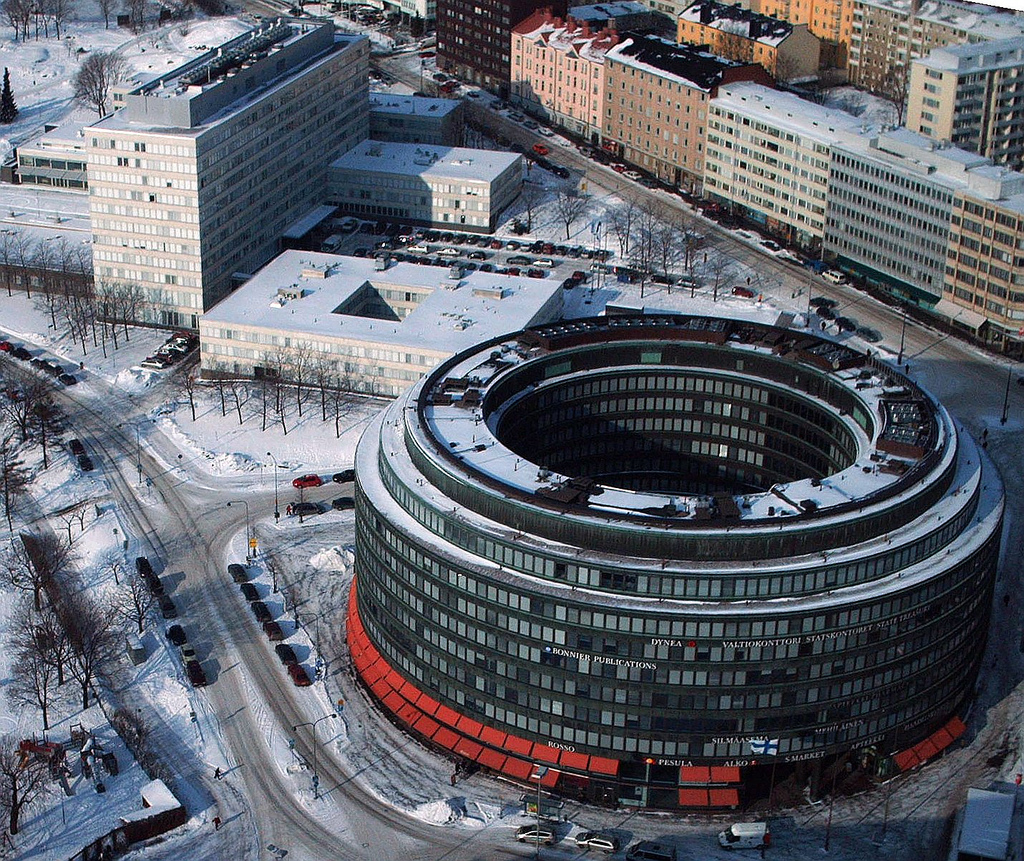
El edificio circular Ympyrätalo de Helsinki.

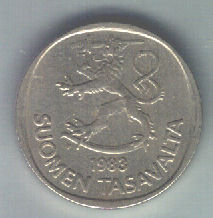
Antigua moneda de 1 marco finlandés, diseño en el que se basó Häiväoja para las monedas de céntimos de euro

Su trabajo ha sido expuesto desde la década de 1950, y se incluye en colecciones de varios museos. Ha diseñado especialmente medallas, memoriales y monedas. El marco finlandés de plata de 1964, fue diseñado por Häiväoja junto con Olof Eriksson. Häiväoja también diseñó otras monedas, incluyendo, por ejemplo, una moneda de plata  emitida por el Banco de Finlandia en 1975, para conmemorar el 75.º aniversario del expresidente finlandés Urho Kekkonen. 
Recibió 50 000 marcos de la Suomen Kulttuurirahasto (‘Fundación Cultural Finlandesa’) como premio en 1988.

## Monedas de euro de Finlandia
Todos los diseños cuentan con las 12 estrellas de la Unión Europea y el año de la impresión por un lado, y un diseño nacional en el otro. Heikki Häiväoja diseñó la cara nacional de las monedas de céntimos de Finlandia, basándose en el motivo del león heráldico de Finlandia, ya presente en las monedas más antiguas de un marco finlandés. También es el autor del diseño de la cara nacional de la moneda de 1 euro de Finlandia.